# Pourcharesses
Pourcharesses ist eine französische Gemeinde im Département Lozère in der Region Okzitanien auf ca. 600 Metern über dem Meer mit 128 Einwohnern (Stand 1. Januar 2022).
Die Gemeinde liegt im südlichen Zentralmassiv in der Region Cevennen am Ufer des Stausees Lac de Villefort. Der höchste Berg der Cevennen, der Mont Lozère, liegt etwa 25 Kilometer südwestlich von Pourcharesses.

## Bevölkerungsentwicklung
| Jahr      | 1962 | 1968 | 1975 | 1982 | 1990 | 1999 | 2011 | 2018 |
| Einwohner | 220  | 122  | 109  | 130  | 110  | 108  | 115  | 120  |

## Sehenswürdigkeiten
Das Château de Castanet aus dem 16. Jahrhundert liegt am ehemaligen Flussufer des Altier.